# Louis H. Chrispijn
Louis Hermanus Chrispijn sr., né à Amsterdam le 18 mai 1854 et mort le 1er novembre 1926, est un acteur, scénariste et réalisateur néerlandais. Avec M.H. Laddé, Theo Frenkel et Maurits Binger, il fut l'un des pionniers du cinéma néerlandais.

## Biographie
Louis H. Chrispijn connaissait un certain succès au théâtre (il avait par exemple fait connaître Ibsen aux Pays-Bas) quand il fut appelé par Maurits Binger pour réaliser des films au sein de sa société de production, la Filmfabriek Hollandia. Parce qu'ils étaient des débutants, il se mirent à deux pour réaliser L'Échelle vivante, après quoi Louis H. Chrispijn réalisa une vingtaine de films. Il pouvait compter sur une troupe de théâtre, la Hollandia Toneel, où exerçaient Annie Bos et sa femme Christine van Meeteren.
Il réalisa son dernier film (De Vloek van het Testament) en 1915.

## Filmographie partielle

### En tant que réalisateur
- 1913 : L'Échelle vivante (De levende ladder)
- 1913 : Kat et Ket (Twee Zeeuwse Meisjes in Zandvoort)
- 1913 : Nederland en Oranje
- 1913 : Silvia Silombra
- 1913 : Krates
- 1914 : De Bertha
- 1914 : Zijn viool
- 1914 : De zigeunerin
- 1914 : De verwisseling onder het bed
- 1914 : Liefde waakt
- 1914 : De Bloemen, die de ziel vertroosten
- 1914 : Heilig recht
- 1914 : Weergevonden
- 1914 : Luchtkastelen
- 1915 : De Vloek van het testament
- 1916 : Majoor Frans